# ソウルミュージック
ソウルミュージック（英語: soul music）は、ポピュラー音楽のジャンルの一つ。ソウル（英語: soul）の略称でしばしば呼ばれる。1950年代のアメリカで、アフリカ系アメリカ人のゴスペルとブルースから発展したジャンルである。

## 概要
アメリカの黒人の間で歌われ演奏され、形成された音楽であるブラックミュージックの流れを汲む音楽ジャンルである。
1940年代には、リズム・アンド・ブルース (R&B) がすでに存在していたが、このR&Bが1950年代から1960年代にかけて、よりゴスペル色が濃厚になることでソウル・ミュージックと呼ばれるようになった。ただし、起源に関する説明は多様で、ゴスペルだけでなく、ジャズや白人のポピュラー音楽などの影響も受けて形成されたとするものもある。
ソウル・ミュージックは、文化性や芸術性もあるが、基本的には商業音楽であり、流行音楽である。ゴスペル由来のコード進行、ベースを強調したリズム、コールアンドレスポンスの使用などの特徴がある。代表的な歌手にはオーティス・レディング、アレサ・フランクリン、ウィルソン・ピケット、サム＆デイヴ、ジョー・テックス、クラレンス・カ－ター、ソロモン・バークらがいる。音楽ライターのジョン・ランドウによれば、中でも1962年から64年にレコーディングされたオーティス・レディングによる一連のソウルバラードは感傷的な歌詞で特徴づけられ、彼は「Mr. Pitiful」として知られるようになる。
また、テネシー州メンフィスに拠点を置くハイ・レコードは、O.V.ライト、ボビー・ブランド、オーティス・クレイ、アン・ピーブルズ、アル・グリーンらのソウル・レコードを発表し、ヒットを飛ばした。そして、「メンフィス・ソウルと呼ばれるサブジャンルの誕生につながる。
ソウルは、R&Bとの間で明瞭な境界線を引くのは難しく、レコード店のジャンル分けや、業界紙やラジオのヒット・チャートなどにおいても「ソウル/R&B」などのようにワンセットで扱われることが多い。
ソウルと、1980年代に流行したブラック・コンテンポラリーの大きな相違点としては、ソウルがシャウトなどの激しい表現があるのに対し、ブラコンはシャウトしない場合が多く、これはジョージ・クリントンが「R&Bスケルトンズ・イン・ザ・クロゼット」の歌詞でも指摘している通りである。1990年代ごろにはベテランの歌う曲をソウルとして、ブルースに近い意味合いとして分離した。一方、ソウルを継ぐ歌ものを指す言葉としてR&Bが再び使われ始めた。
「アポロ・シアター」は、ソウルなどブラック・エンターテインメントの殿堂とされる。

## ジャンル

### UKソウル
1960年代のイギリスでは、イクォールズ、ジノ・ワシントン&ラムジャム・バンド、ジミー・ジェイムズ&ヴァガボンズなどのポップなソウル・グループが活躍していた。ただ彼らは、世界的なヒットを出すには至らなかった。しかし1970年代半ばになると、UKソウルのカール・ダグラスが「吠えろドラゴン」の全米ナンバー・ワン・ヒットを放った。ダグラスは1975年にも「踊れドラゴン」を発表している。さらにイギリスからはスウィート・センセーション、デレゲーション、ホット・チョコレート
らがヒット作を発表した。ジミー・ジェイムズ&ヴァガボンズは1970年代に入ってからも活動を続け、1976年にはファンキー・ディスコの「ディスコ・フィーバー」を発表した。1980年代には、セントラル・ライン、ジュニア、プリンセス、ジャッキ・グレアム、エディ・グラント、ルース・エンズらが活躍した。ソウルフルな歌手のミーシャ・パリスは1980年代末から1990年代前半にかけて、アメリカのソウル・チャートでヒットを出した。1990年代にはDインフルエンス、エターナルらが活躍した。

### ジャマイカン・ソウル
ジャマイカのスカ、ロックステディ、レゲエでも、ソウルフルなシンガーが活躍してきた。代表的なシンガーには、アルトン・エリス、トゥーツ・ヒバート（メイタルズ）、デニス・ブラウン、リッチー・スティーヴンスらがあげられる。

### サブジャンル／派生ジャンル
ノーザン・ソウルは、白人層にも受け入れられたポップで都会的な洗練されたソウルだった。一方、スタックスなどのアメリカ南部のサザン・ソウルは、ディープ、ブルージーあるいはファンキーな音楽性が特徴で、別名「ディープ・ソウル」とも呼ばれた。
- デトロイト（モータウン）・ソウル
- フィラデルフィア・ソウル（フィリー・ソウル）
- シカゴ・ソウル
- ノーザン・ソウル（英語版）
- ディープ・ソウル（サザン・ソウル）
- ブルー・アイド・ソウル
- ディープ・ソウル
- ドゥーワップ
- ゴーゴー
- ファンク
- ニュージャックスウィング
- ジャズ・ソウル
- ブーガルー（ラテン・ソウル）
- ブラック・コンテンポラリー
- スウィート・ソウル - 日本独自の表現

## 主なソウル・アーティスト

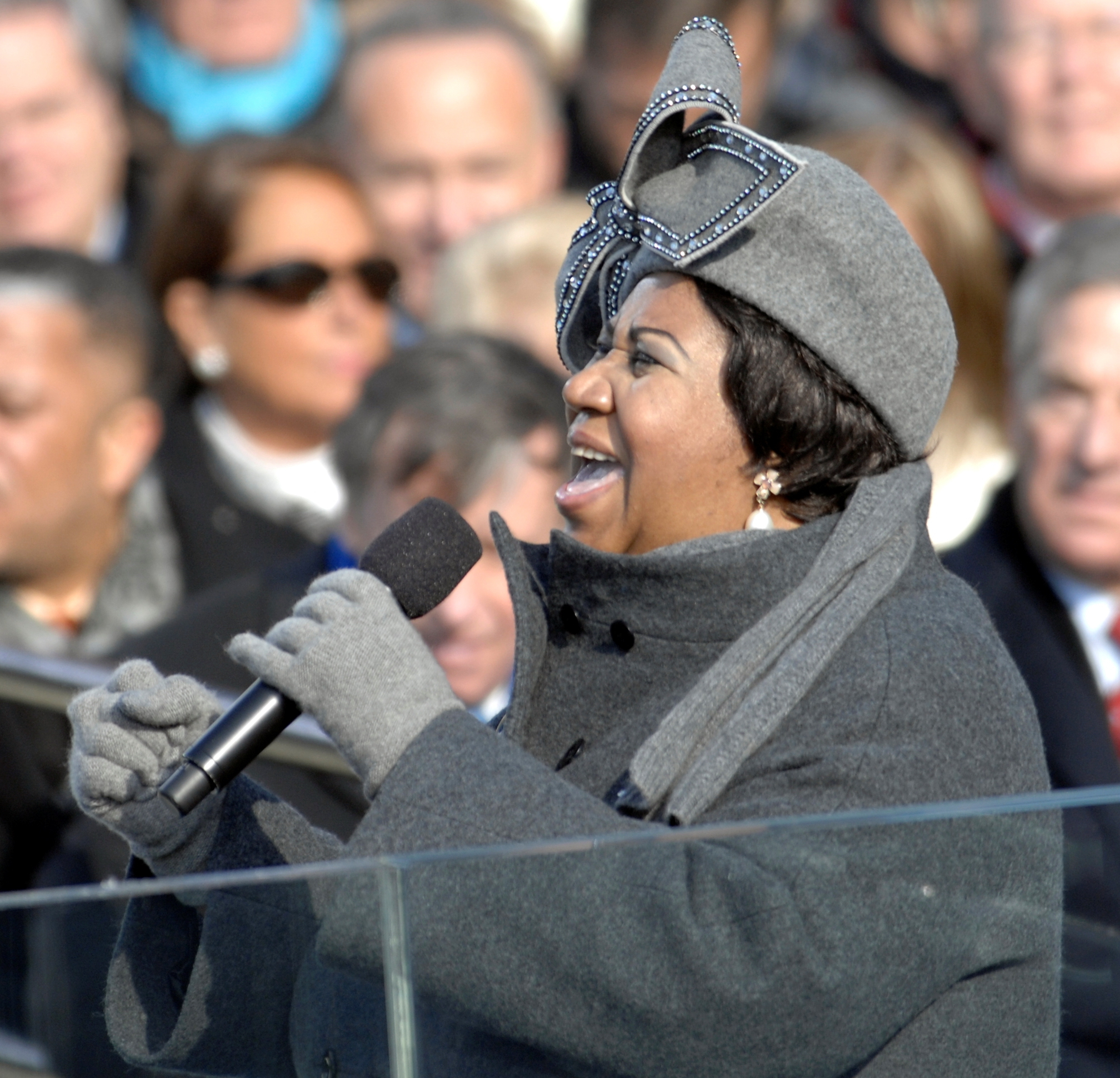
アレサ・フランクリン

- アーサー・コンリー[19]
- アル・グリーン[注釈 8]
- アル・ジョンソン[注釈 9]
- アレクサンダー・オニール[注釈 10]
- アレサ・フランクリン
- アン・セクストン
- アン・ピーブルス
- ウィルソン・ピケット
- ウォー
- エディ・フロイド
- エドウィン・スター
- オーティス・レディング
- カーティス・メイフィールド
- クラレンス・カーター
- クール&ザ・ギャング
- グラディス・ナイト&ピップス
- KC&ザ・サンシャイン・バンド（KC and the Sunshine Band）
- サム&デイヴ
- サム・クック
- ジェイムス・カー
- ジェイムス・ゴヴァン
- ジェームス・ブラウン
- ジャッキー・ウィルソン
- ジョー・テックス
- ジョニー・テイラー[20]
- スタイリスティックス
- スティーヴィー·ワンダー
- スモーキー・ロビンソン
- スライ&ザ・ファミリー・ストーン
- ソロモン・バーク
- ダニー・ハサウェイ
- テディ・ペンダーグラス
- ザ・テンプテーションズ
- バーケイズ
- パーシー・スレッジ
- バリー・ホワイト
- ハロルド・メルヴィン&ザ・ブルー・ノーツ
- ビリー・ポール
- フォー・トップス
- プリンス
- ボビー・ウーマック
- マーヴィン・ゲイ
- ミラクルズ
- メルヴィン・デイヴィス[注釈 11]
- リー・ドーシー
- リトルアンソニー＆インペリアルズ[注釈 12]
- ルーサー・イングラム
- ルビー・ジョンソン
- レイ・チャールズ

### 日本の主なソウル・アーティスト
- 大橋純子
- ザ・キング・トーンズ
- オーサカ・モノレール
- ゴールデン・カップス
- シャネルズ（ラッツ&スター）
- 鈴木雅之
- 鈴木聖美
- ルイ高橋（ブルージーンズ）[注釈 13]
- ザ・ボルテイジ[注釈 14]
- 筒美京平
- Dr.ドラゴン&オリエンタル・エクスプレス
- つのだひろ[注釈 15]
- BORO[注釈 16]
- RCサクセション
- 小柳ゆき
- 左とん平（とん平のヘイ・ユウ・ブルース）[注釈 17]
- グッチ裕三
- ミス花子
- ブラザー・トム
- ブラザー・コーン